# Елтон (Луїзіана)
Елтон (англ. Elton) — місто (англ. town) в США, в окрузі Джефферсон-Девіс штату Луїзіана. Населення — 992 особи (2020).

## Географія
Елтон розташований за координатами 30°28′52″ пн. ш. 92°41′51″ зх. д. / 30.48111° пн. ш. 92.69750° зх. д. (30.481183, -92.697562).  За даними Бюро перепису населення США в 2010 році місто мало площу 4,26 км², уся площа — суходіл.

## Демографія
Згідно з переписом 2010 року, у місті мешкало 1128 осіб у 479 домогосподарствах у складі 304 родин. Густота населення становила 265 осіб/км².  Було 569 помешкань (134/км²).
Расовий склад населення:
| - 56,1 % — білих - 37,9 % — чорних або афроамериканців - 2,0 % — корінних американців - 0,4 % — азіатів |

До двох чи більше рас належало 2,9 %. Частка іспаномовних становила 2,4 % від усіх жителів.
За віковим діапазоном населення розподілялося таким чином: 25,5 % — особи молодші 18 років, 56,1 % — особи у віці 18—64 років, 18,4 % — особи у віці 65 років та старші. Медіана віку мешканця становила 39,2 року. На 100 осіб жіночої статі у місті припадало 89,6 чоловіків;  на 100 жінок у віці від 18 років та старших — 85,8 чоловіків також старших 18 років.
Середній дохід на одне домашнє господарство  становив 39 160 доларів США (медіана — 31 510), а середній дохід на одну сім'ю — 48 899 доларів (медіана — 40 398). Медіана доходів становила 42 188 доларів для чоловіків та 19 844 долари для жінок. За межею бідності перебувало 20,0 % осіб, у тому числі 21,2 % дітей у віці до 18 років та 19,4 % осіб у віці 65 років та старших.
Цивільне працевлаштоване населення становило 507 осіб. Основні галузі зайнятості: освіта, охорона здоров'я та соціальна допомога — 23,5 %, мистецтво, розваги та відпочинок — 18,1 %, публічна адміністрація — 12,4 %, транспорт — 10,8 %.